# Première Nation de Smith's Landing
La Première Nation de Smith's Landing est une bande indienne des Territoires du Nord-Ouest et de l'Alberta au Canada. Elle est basée à Fort Smith dans les Territoires du Nord-Ouest. Elle possède dix réserves. En avril 2016, elle avait une population totale inscrite de 355 membres. Elle est signataire du Traité 8.

## Réserves
| Nom                    | Superficie (ha) |
| ---------------------- | --------------- |
| ?Ejere K'elni Kue 196I | 213             |
| Hokedhe Túe 196E       | 440,40          |
| K'i Túe 196D           | 484,30          |
| Li Dezé 196C           | 729,40          |
| Thabacha Náre 196A     | 397,20          |
| Thebathi 196           | 6 524           |
| Tsu K'adhe Túe 196F    | 231,60          |
| Tsu Nedehe Tue 196H    | 586             |
| Tsu Túe 196G           | 42,70           |
| Tthe Jere Ghaili 196B  | 401,10          |